# 豐平町 (北海道)
豐平町（日语：〔〕／ Toyohira chō */?）是過去位於北海道石狩支廳北部的一個城鎮，已於1961年5月1日併入札幌市，過去的轄區相當於現在的札幌市豐平區、清田區和南區的大部分區域。
名稱源自阿伊努語的「tuy-pira」或「tuye-pira」（塌陷的懸崖）。

## 歷史
- 1857年：設置通行屋。
- 1871年：開始有和人進入開墾，並設置平岸村和月寒村。[1]
- 1872年：設置月寒村和平岸村。
- 1874年：設置豐平村。
- 1902年4月1日：月寒村、平岸村、豐平村合併為豐平村，並成為北海道二級村。[2]
- 1908年6月1日：改制為豐平町，並成為北海道二級町。
- 1961年3月14日：舊豐平町議會通過併入札幌市之決議。
- 1961年5月1日：被併入札幌市。